# Braux (Aube)
Braux je francouzská obec v departementu Aube v regionu Grand Est. Žije zde 113 obyvatel.

## Geografie

### Sousední obce
| Růžice kompasu | Donnement          | Balignicourt | Pars-lès-Chavanges | Růžice kompasu |
| Růžice kompasu | Aulnay             | Sever        | Yèvres-le-Petit    | Růžice kompasu |
| Růžice kompasu | Aulnay             | Braux        | Yèvres-le-Petit    | Růžice kompasu |
| Růžice kompasu | Aulnay             | Jih          | Yèvres-le-Petit    | Růžice kompasu |
| Růžice kompasu | Chalette-sur-Voire | Bétignicourt | Rosnay-l'Hôpital   | Růžice kompasu |